# آسر هوساوي
آسر عبد الفتاح هوساوي ؛ مواليد 23 مايو 2002 في مكة، السعودية، هو لاعب كرة قدم سعودي يلعب لنادي الجبيل معار من نادي النصر السعودي.

## مسيرة اللاعب
كانت بداياته مع نادي الوحدة السعودي كلاعب هاوي و وقع أول عقد احترافي له مع نادي النصر في صيف 2021 و أعير إلى نادي الأخدود مطلع عام 2023 و أعير إلى نادي جدة مطلع عام 2024 و أعير إلى نادي الجبيل في صيف عام 2024.